# 大橋慶
大橋 慶（おおはし けい、1994年8月9日 - ）は、愛知県名古屋市出身のハンドボール選手。

## 経歴
北陸高等学校時代は2010年に日本代表U-16に選出。
高校卒業後は日本体育大学へ進学。2015年に全日本学生ハンドボール選手権大会（インカレ）で特別賞を受賞。
2016年から副主将に就任。同年のインカレでは準々決勝で大同大学に敗れた。
2017年に日本ハンドボールリーグの北陸電力へ加入。
2018年10月30日に選手登録を抹消された。

## 詳細情報

### 年度別成績
| 年       | チーム   | 試合 | フィールド 得点 | 率   | 7m  | 合計 | 警告 | 退場 | 失格 |
| -------- | -------- | ---- | --------------- | ---- | --- | ---- | ---- | ---- | ---- |
| 2017-18  | 北陸電力 | 22   | 6/11            | .545 | 0/0 | 6/11 | 0    | 0    | 0    |
| 2018-19  | 北陸電力 | 0    | -               | -    | -   | -    | -    | -    | -    |
| JHL：2年 | JHL：2年 | 22   | 6/11            | .545 | 0/0 | 6/11 | 0    | 0    | 0    |

### 記録

#### 日本ハンドボールリーグ
- フィールドゴール初得点：2017年8月26日、対豊田合成戦（豊田合成健康管理センター）[7]

### 背番号
- 13 (2017年 - 2018年)